# Варез (Тексас)
Варез (енгл. Juarez) насељено је место без административног статуса у америчкој савезној држави Тексас.

## Демографија
По попису из 2010. године број становника је 1.017.
| Група             | 2000.    | 2010.       |
| Белци             | 0 (0,0%) | 30 (2,9%)   |
| Афроамериканци    | 0 (0,0%) | 0 (0,0%)    |
| Азијати           | 0 (0,0%) | 2 (0,2%)    |
| Хиспаноамериканци | 0 (0,0%) | 985 (96,9%) |
| Укупно            | 0        | 1.017       |